# 목재 싱글

목재 싱글의 단면도.

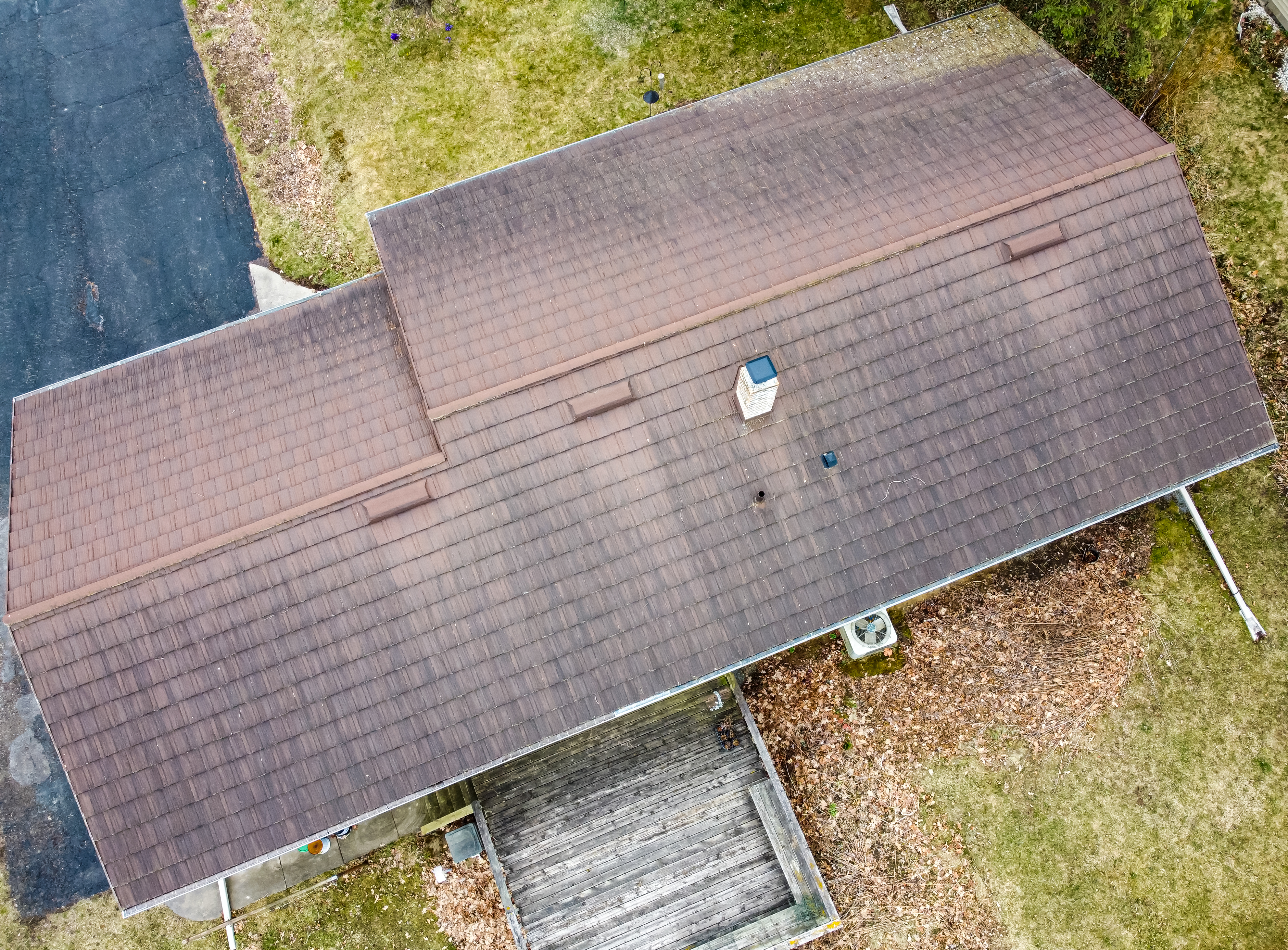
목재 싱글

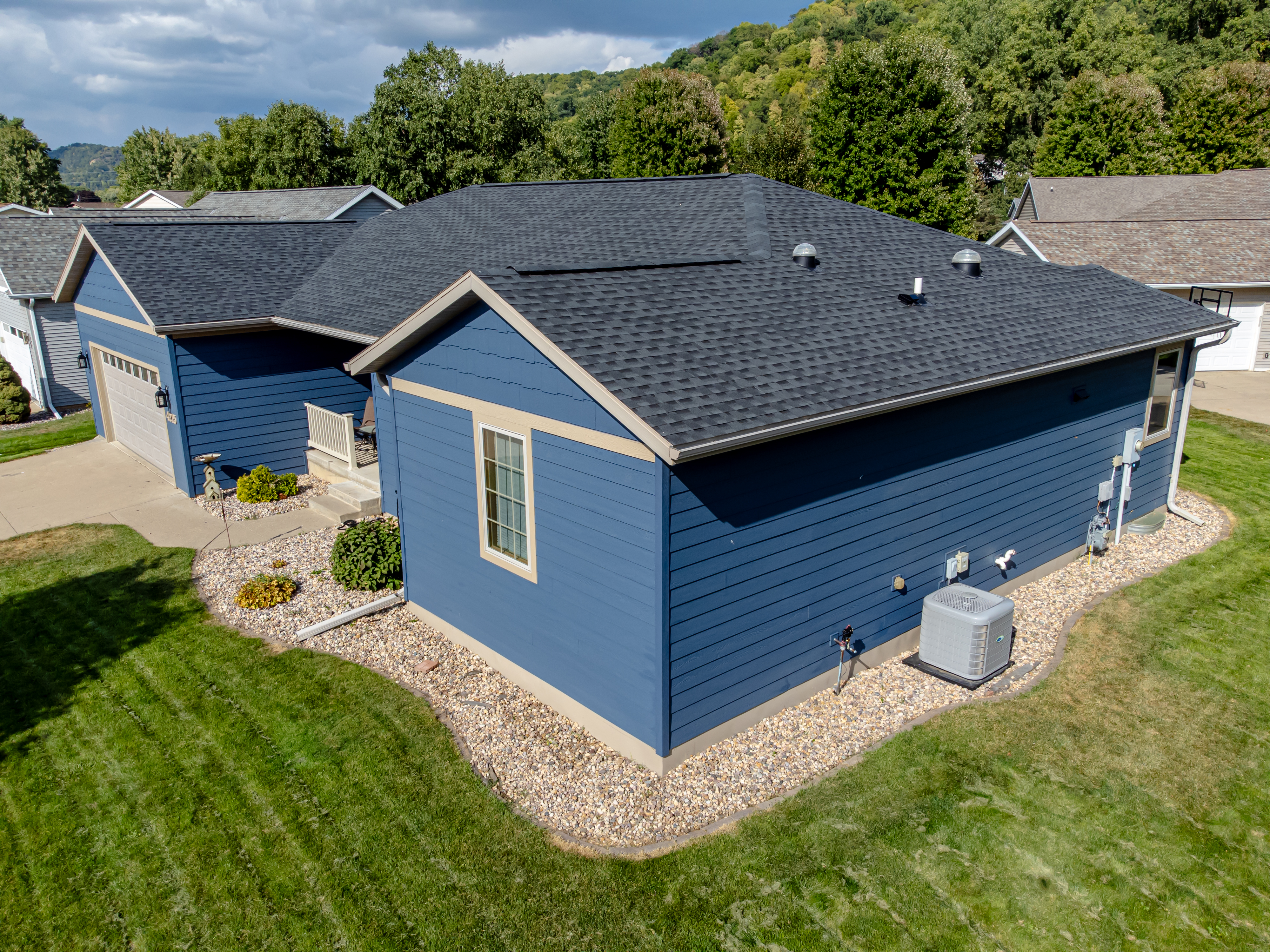
섬유 시멘트 사이딩과 박공 지붕 아래의 쉐이크 싱글s

목재 싱글(Wood shingle)은 주로 건물의 지붕과 벽을 덮어 날씨로부터 보호하는 데 사용되는 얇고 경사진 목재 조각이다. 쉐이크라고도 알려진 과거의 싱글은 곧은 결의 옹이가 없는 목재 토막에서 쪼개어 만들었다. 오늘날 싱글은 주로 잘라서 만드는데, 이는 토막에서 쪼개어 만드는 쉐이크와 구별된다.
북미 식민지(예: 코드곶 주택)에서는 목재 싱글 지붕이 널리 퍼졌지만, 같은 시기 중부 및 남유럽에서는 초가지붕, 점판암 및 타일이 지배적인 지붕 재료였다. 스칸디나비아 시골에서는 1950년대까지 목재 싱글이 일반적인 지붕 재료였다. 목재 싱글은 화재에 취약하고 다른 종류의 싱글보다 비용이 많이 들어 과거만큼 오늘날 흔하지는 않다.
크기, 모양, 적용 방식에 따라 다양한 지역에서 독특한 싱글 패턴이 존재한다. swept valley, combed ridges, decorative butt ends 등 장식적인 패턴과 같은 특별한 처리는 각 건물에 특별한 특징을 부여한다. 목재 싱글은 증기 굽힘을 통해 초가지붕과 같은 외관과 독특한 지붕 세부 사항 및 윤곽을 만들 수도 있다.

## 역사
역사적으로 목재 싱글은 일반적으로 얇고(10~19mm), 비교적 좁으며(76~203mm), 길이가 다양하고(360~910mm), 거의 항상 대패질하거나 칼로 매끄럽게 다듬었다. 19세기 이전 목재 싱글을 만드는 전통적인 방법은 원하는 길이로 미리 자른 목재 토막, 즉 볼트(bolt)에서 곧은 결의 옹이가 없는 부분을 쪼개는(hand split) 것이었다. 이 볼트는 4등분되거나 쐐기 모양으로 쪼개졌다. 메와 프로(또는 도끼)를 사용하여 얇은 목재 조각을 쪼개거나 찢었다. 목재 종류는 지역에서 구할 수 있는 목재에 따라 다양했지만, 보통 통나무의 더 단단한 심재 또는 내부 부분만 사용되었다. 더 부드러운 변재는 빨리 부패하기 때문에 일반적으로 사용되지 않았다. 손으로 쪼갠 싱글은 쪼개진 표면을 따라 다소 불규칙했기 때문에 지붕에 고르게 맞도록 드로우나이프 또는 드로우 쉐이브(draw-shave)를 사용하여 셰이빙 호스에서 싱글을 다듬거나 대패질해야 했다. 이 재작업은 일반적으로 개방형 싱글 라스 또는 외피 보드 위에 단단히 맞는 지붕을 제공하기 위해 필요했다. 임시 또는 매우 실용적인 지붕이 필요한 경우를 제외하고, 어떤 목재가 사용되었든 또는 건물이 세계 어느 지역에 위치했든 싱글의 다듬기 또는 매끄럽게 하기는 거의 보편적으로 이루어졌다.
싱글 제작은 19세기 초 증기 동력 제재소에 의해 혁신되었다. 싱글 공장은 대량으로 균일한 싱글을 생산할 수 있게 했다. 균일한 경사와 매끄러운 표면을 가진 톱질한 싱글은 손으로 다듬을 필요가 없게 했다. 따라서 목재 싱글 공급은 더 이상 지역적 요인에 의해 제한되지 않았다. 이러한 변화는 싱글을 효과적으로 사용한 목수 고딕, 퀸 앤, 싱글 양식 건축과 같은 건축 양식의 인기를 증가시켰다.
손으로 쪼갠 싱글은 기계로 톱질한 싱글이 도입된 후에도 여러 곳에서 계속 사용되었다. 다른 인기 있는 지붕 재료도 있었고, 점판암이 풍부한 일부 지역에서는 목재 싱글 지붕의 사례가 적었다. 일부 서부 "붐" 타운에서는 가볍고 운송이 쉬운 판금을 사용했다. 점판암, 테른플레이트(terneplate), 점토 타일은 화려한 건물과 가연성 목재 싱글을 제한하는 도시에서 사용되었다. 그러나 목재 싱글은 결코 버려지지 않았다. 심지어 20세기에도 콜로니얼 리바이벌과 튜더 리바이벌과 같은 건축 양식은 목재 싱글을 사용했다.

## 유형

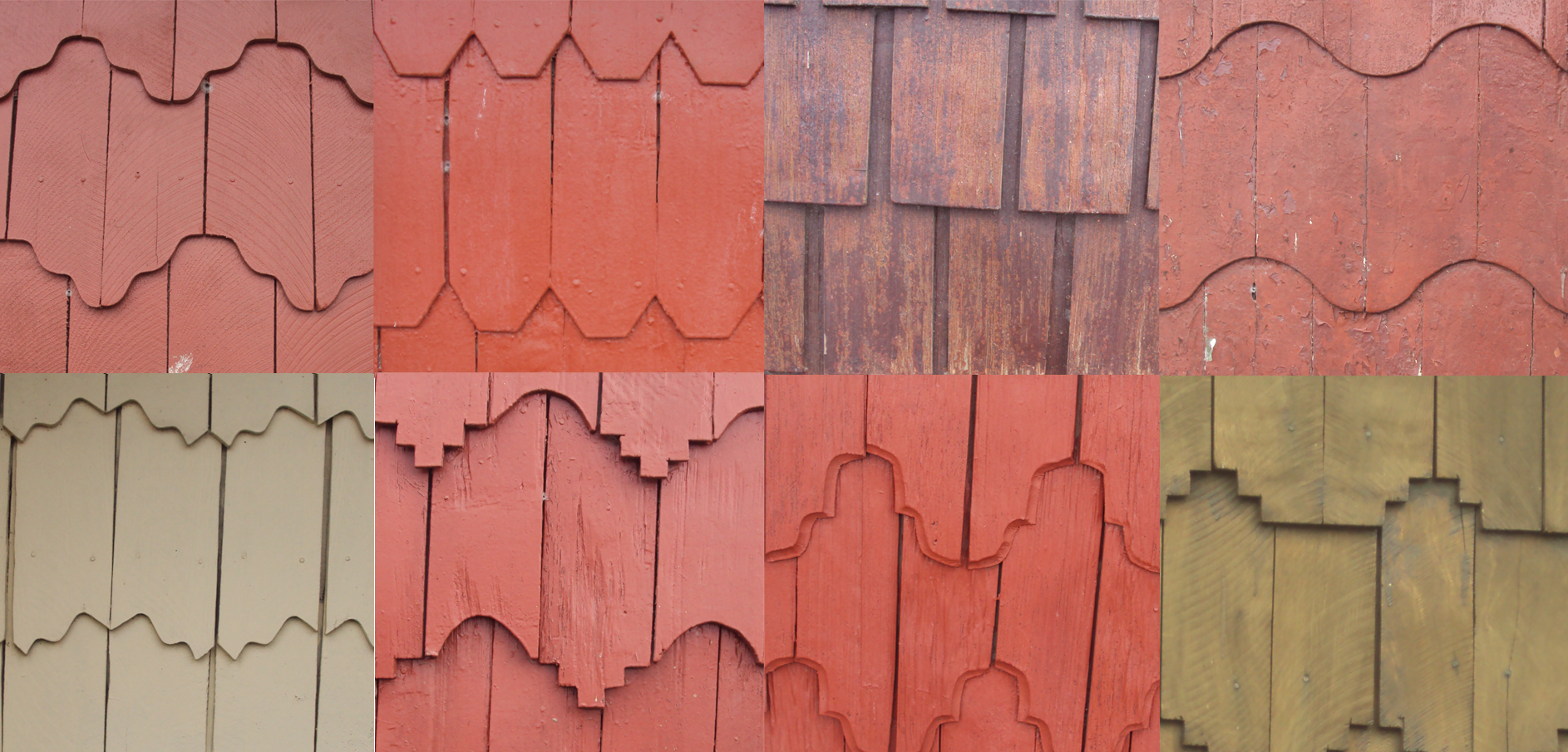
칠로에 건축에서 사용되는 다양한 스타일의 목재 싱글 콜라주.

가장 간단한 형태의 목재 싱글은 길이가 약 16 인치 (41 cm)인 직사각형이다. 측면과 엉덩이(butt)는 종종 불규칙하며, 측면은 경사지고 엉덩이는 측면과 직각이 아닐 수 있다. 엉덩이가 측면과 직각이 되도록 가공된 싱글을 리버티드 앤 리스퀘어드(rebutted and re-squared) 또는 리버티드 앤 리조인티드(rebutted and re-jointed) 싱글이라고 부르며, 종종 R&R로 줄여 쓴다.
싱글과 쉐이크는 경사지거나, 직선이거나, 쪼개거나, 톱질할 수 있으며, 직선 경사를 제외한 이들의 모든 조합이 가능하다. 다양한 종류와 품질의 목재가 사용되며, 다양한 길이와 설치 방법도 사용된다. 쉐이크와 싱글은 설치 전후에 목재 방부제와 난연제로 처리될 수도 있다.

### 쉐이크

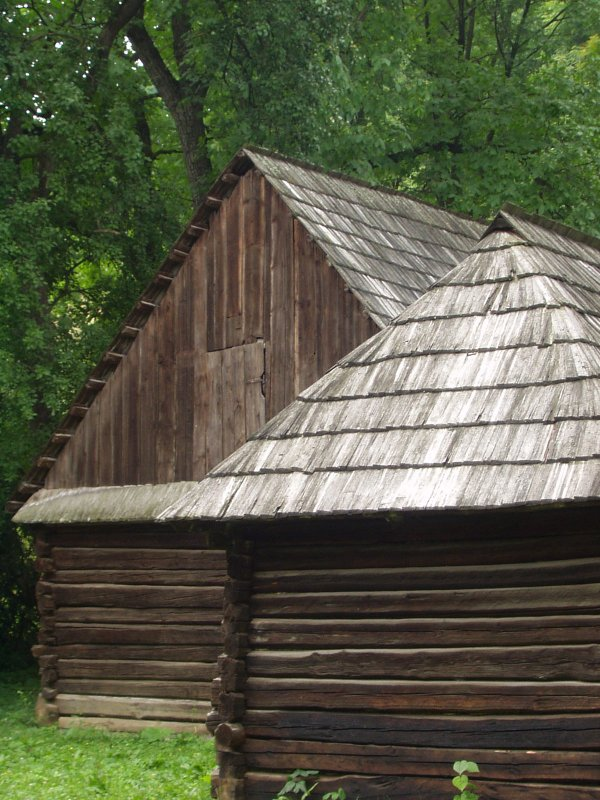
루마니아의 쉐이크 지붕

쉐이크는 쪼갠 통나무로 만든 기본적인 목재 싱글이다. 쉐이크는 전통적으로 전 세계적으로 지붕 및 외벽 용도로 사용되어 왔다. 고급 쉐이크는 주로 지붕용으로 사용되는 반면, 낮은 등급은 외벽용으로 사용된다. 어떤 상황에서든 제대로 설치된 쉐이크는 오래 지속되는 날씨 보호 기능과 소박한 미학을 제공하지만, 다른 현대적인 방수 시스템보다 더 많은 유지 보수가 필요하다.
쉐이크라는 용어는 때때로 모든 목재 싱글의 구어체로 사용되지만, 싱글은 쪼개는 것이 아니라 톱질하여 만든다. 전통적인 용법에서 "쉐이크"는 싱글이 못 박히는 보드를 의미하며 싱글 자체를 의미하지 않는다. 쪼갠 목재 싱글은 섀그 싱글(shag shingles)이라고 한다.

### 현대 싱글
현대의 목재 싱글은 톱질한 것과 쪼갠 것 모두 계속해서 만들어지지만, 역사적인 것과는 다르다. 현대에 상업적으로 판매되는 쉐이크는 일반적으로 역사적인 손으로 쪼갠 것보다 두꺼우며, 보통 거칠고 골이 있는 표면으로 "다듬지 않은" 상태로 남겨진다. 거친 표면의 쉐이크는 종종 더 "소박하고" "역사적인" 것으로 간주되지만, 이는 현대적인 유행이다.
일부 현대 싱글은 미리 잘린 장식 패턴으로 생산되는데, 때때로 팬시 컷 싱글(fancy-cut shingles)이라고 불리며, 나중에 도색을 위해 미리 초벌칠된 상태로 제공된다. 직사각형 싱글의 측면은 다시 직각으로 만들고 다시 맞대기(re-squared and re-butted)할 수 있는데, 이는 측면이 평행하고 엉덩이가 측면에 직각이 되도록 재작업했음을 의미한다. 그 결과 더 균일하고 더 깔끔하게 설치된다.
싱글은 쉐이크보다 내구성이 떨어지며, 특히 습한 기후에서 그렇다. 쉐이크는 드로우나이프 또는 유사한 도구로 마감되어 물 침투를 막는 매끄러운 표면을 남긴다. 이는 결과적으로 목재 미생물의 연화를 늦춘다. 또한 톱질하는 대신 쉐이크를 쪼개는 방식은 곧은 결의 조각(훨씬 더 강하고 뒤틀릴 가능성이 적음)만 확보한다.

### 재활용 고무 쉐이크 싱글
현대 재활용 기술은 주로 오래된 타이어로 만든 고무 쉐이크 싱글의 제조를 가능하게 했다. 이 싱글은 일반적인 목재 싱글과 동일한 외관을 가지지만, 썩거나, 휘거나, 변색되거나, 구부러지거나, 갈라지거나, 습기를 흡수하지 않으며, 습기가 빠져나가지도 않는다.

## 생산

### 목재 선택

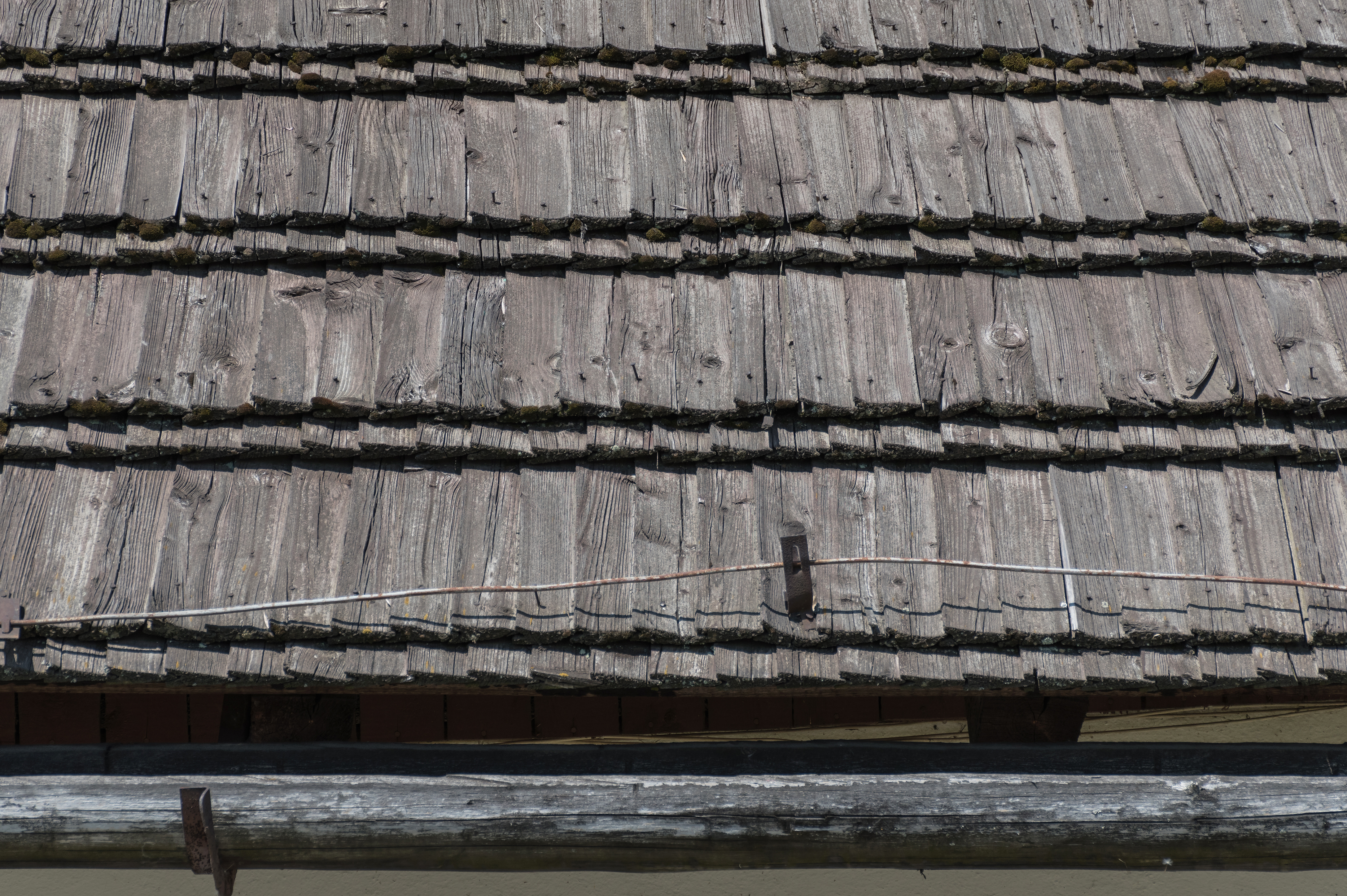
폴란드의 목재 쉐이크

북미에서는 쉐이크가 주로 캘리포니아 레드우드 (Sequoia sempervirens), 웨스턴 레드 시더 (Thuja plicata), 및 애틀랜틱 화이트 시더 (Chamaecyparis thyoides)로 만들어지는 반면, 스칸디나비아와 중앙유럽에서는 소나무 (Pinus sylvestris)와 지역 변종의 가문비나무 (Picea)로 더 흔히 만들어진다. 다양한 종류의 쉐이크가 있으며, 쉐이크와 다른 종류의 싱글을 구별하는 주요 특징은 쉐이크는 쪼개서 만드는 반면 대부분의 싱글은 모든 면을 톱질하여 만든다는 점이다. 크기도 나라마다 다르다. 북미에서는 쉐이크가 보통 24-인치 (610 mm) 길이로 만들어지는데, 가장 흔한 것은 18-인치 (460 mm) 헛간 쉐이크 또는 사이딩에 주로 사용되는 48-인치 (1,200 mm) 쉐이크이다. 스칸디나비아에서는 전통적으로 지붕에만 사용되던 쉐이크가 북미보다 일반적으로 작아서 길이가 13–16 인치 (330–410 mm), 너비가 4–6 인치 (100–150 mm), 두께가 1⁄8 인치 (3.2 mm)이다. 반면 폴란드와 슬로바키아에서는 보통 길이가 36 인치 (910 mm), 너비가 4–6 인치 (100–150 mm), 두께가 1–1.25 인치 (25–32 mm)이다. 마찬가지로 목재 싱글은 길이가 다양하게 제조되는데, 북미에서는 16, 18 and 24 인치 (410, 460 and 610 mm)이다.
라트비아에서는 1933년 국가 표준에 따라 목재 쉐이크가 길이 70 센티미터 (28 in), 너비 7.5 센티미터 (3.0 in), 두께 8.5 밀리미터 (0.33 in)로 정의되었다. 이는 대패질 또는 통나무를 따라 칼을 사용하여 만든 제품이다. 라트비아에서 가장 인기 있는 쉐이크 목재는 사시나무이며, 그 외에 소나무와 같은 다른 침엽수도 사용된다.

### 통나무 처리 및 운반

왼쪽은 1920년에 쓰러진 통나무이며, 전경에서는 통나무에서 잘라낸 링거를 손질하여 불필요한 부분을 제거하고 있다. 오른쪽은 완성된 슬링 형태의 블록이다.

통나무는 일반적으로 사슬톱을 사용하여 적절한 길이로 잘린 다음, "링거(ringers)" 또는 잘린 부분이 도끼로 다루기 충분히 작은 정육면체로 쪼개지는데, 보통 45 to 204 킬로그램 (100 to 450 lb) 정도이며, 그 다음 밧줄 위에 쌓인다. 밧줄은 쌓인 나무 주위에 고리 모양으로 감겨 있고, 끝 부분은 끝에 묶여진 고리를 통해 통과된다. 작동하는 끝을 당기면 블록 주위에 "슬링" 밧줄이 조여져 떨어지는 것을 방지한다. 그런 다음 슬링은 중앙 위치로 옮겨져 팰럿에 실어 운반한다. 이전에는 스웨이드 톱, 양날톱 및 손톱을 사용하여 통나무를 자르고, 프로 (길이 24 in [610 mm], 너비 3 in [76 mm]의 무거운 날로 한쪽 끝에 날과 수직인 손잡이가 있음)를 사용하여 링거를 쪼갰다. 이 날은 메를 사용하여 나무에 박아 넣었으며, 날을 박아 넣는 것만으로는 쪼개지지 않을 경우 손잡이를 당겨 나무를 벌릴 수 있었다.
헬리콥터가 슬링 운반에 흔히 사용되기 전에는, 때때로 부시에서 처리되어 완성된 손으로 쪼갠 쉐이크를 배낭 프레임에 싣고 날랐다. 가파른 지역에서는 경사를 따라 케이블을 설치하여 타이트 라인 또는 티롤리안(tyrolean)을 형성했다. 케이블에 걸쳐진 블록에 스테이플을 박고, 블록은 케이블을 따라 보트나 트럭이 접근할 수 있는 착륙장으로 미끄러져 내려갔다.

### 절단
쉐이크와 싱글 모두 목재가 마르면서 뒤틀리거나 갈라지는 것을 방지하기 위해 결을 따라 절단해야 한다. 블록을 쪼개고 쉐이크나 싱글을 제조할 때, 목재의 결 방향을 고려하는 데 특별한 주의를 기울여야 한다. 마찬가지로, 절단할 때에는 폐기물을 최소화하고 제품 품질을 유지하기 위해 결에 정확히 수직으로 절단해야 한다. 절단할 때에는 통나무를 잘 정돈하여 결이 명확하게 보이도록 하여 결에 수직으로 곧게 절단할 수 있도록 해야 한다. 쪼갤 때에는 링거를 보통 껍질에서 심재 방향으로, 결에 수직으로 쪼갠다. 심재는 결에 평행하게 쪼개서 제거하고, 껍질과 변재, 그리고 썩은 부분이나 벌레 구멍과 같은 모든 결함은 제거한다. 초기 쪼개기는 항상 옹이, 나무 혹, 갈라진 틈 또는 기타 결함에서 시작하여, 폐기물을 처리하면서 블록을 가능한 한 크게 만들 수 있도록 한다. 깨끗한 목재가 있는 곳에서는 블록을 쪼개서는 안 되며, 그렇지 않으면 블록에 결함이 남거나 결함을 제거하는 과정에서 블록이 너무 작게 쪼개질 수 있다.

통나무를 기울이기

큰 통나무나 심하게 뒤틀린 조각을 절단할 때는 통나무 전체를 "슬래브"로 "기울이거나" 쪼갤 필요가 있는 경우가 많다. 통나무를 쪼개기 위해 나무의 양쪽 끝에서 링거를 제거하여 내부를 노출시킨다. 쐐기를 면에 박아 슬래브를 쪼개는데, 보통 통나무 전체 길이에 걸쳐 있는 자연적인 갈라진 틈이나 결함 부분을 따라 쪼갠다. 면이 분리되기 시작하면, 면에 매우 가깝게 시작하여 작은 단계로 통나무의 다른 쪽 끝으로 점진적으로 쐐기를 박아 넣는다.

통나무에서 쪼개진 슬래브

### 블록 형태의 쉐이크 및 싱글 제조

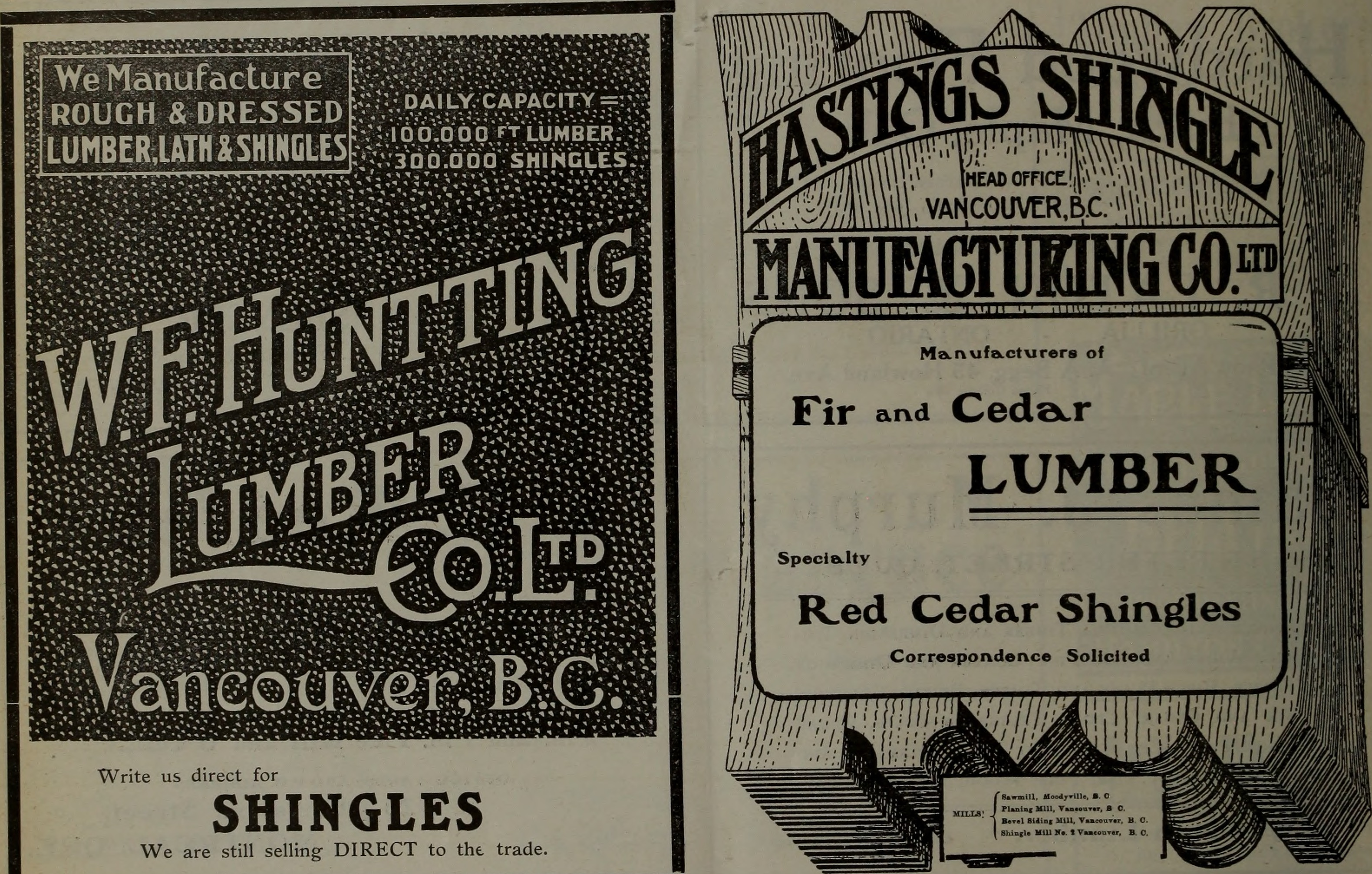
캐나다 산림 산업 (1908년) 광고

쉐이크 블록은 유압 프레스(cubber) 또는 프로와 메를 사용하여 손으로 쪼개서, 블랭크(blank)라고 불리는 두께 1-인치-thick (25 mm)의 판으로 나뉜다. 이 블랭크는 동일한 모서리에서 뒤집지 않고 쪼갠 경우 전체적으로 두께가 균일하다. 또는 분할기가 각 모서리에서 블랭크를 떼어낸 후 블록을 뒤집을 수 있으며, 이는 끝에서 끝까지 경사진 분할(tapered split)을 유도하여 테이퍼(tapers) 또는 손으로 쪼갠(hand-split) 쉐이크가 된다. 테이퍼가 없는 블랭크는 적용 전에 테이퍼를 만들기 위해 추가 가공이 필요하며, 큰 밴드 톱을 통과시켜 손으로 밀어 모서리에서 모서리까지 잘라 한 면이 톱질된 경사진 쉐이크를 만든다.
싱글은 블록에서 원형 톱으로 잘라내는데, 일반적으로 직경 42–48 인치 (1.1–1.2 m)이다. 블록은 앞뒤로 날 위를 미끄러지는 캐리지에 고정되어 있으며, 매번 통과할 때마다 블록을 기울이고 날에 더 가깝게 움직여 자동으로 정확한 두께의 경사 절단을 형성한다. 싱글 가장자리는 "트림 톱"이라고 불리는 다른 원형 톱으로 잘라 불규칙한 가장자리를 제거한다. 그 결과는 여섯 면 모두 톱질된 경사진 싱글이다. 엉덩이, 즉 경사진 절단의 두꺼운 끝 부분의 두께는 보통 3⁄8 인치 (9.5 mm) 두께이지만, 흔히 5⁄8 인치 (16 mm)으로도 만들어지며, 어떤 맞춤 사양으로도 만들 수 있다.

## 칠레 칠로에
칠레 칠로에 제도의 식민지 시대 주택과 건물은 거의 모두 목재로 지어졌으며, 피츠로야 목재 지붕 싱글은 레알 데 알레르세라는 돈으로 사용될 정도로 널리 쓰였다.

## 갤러리

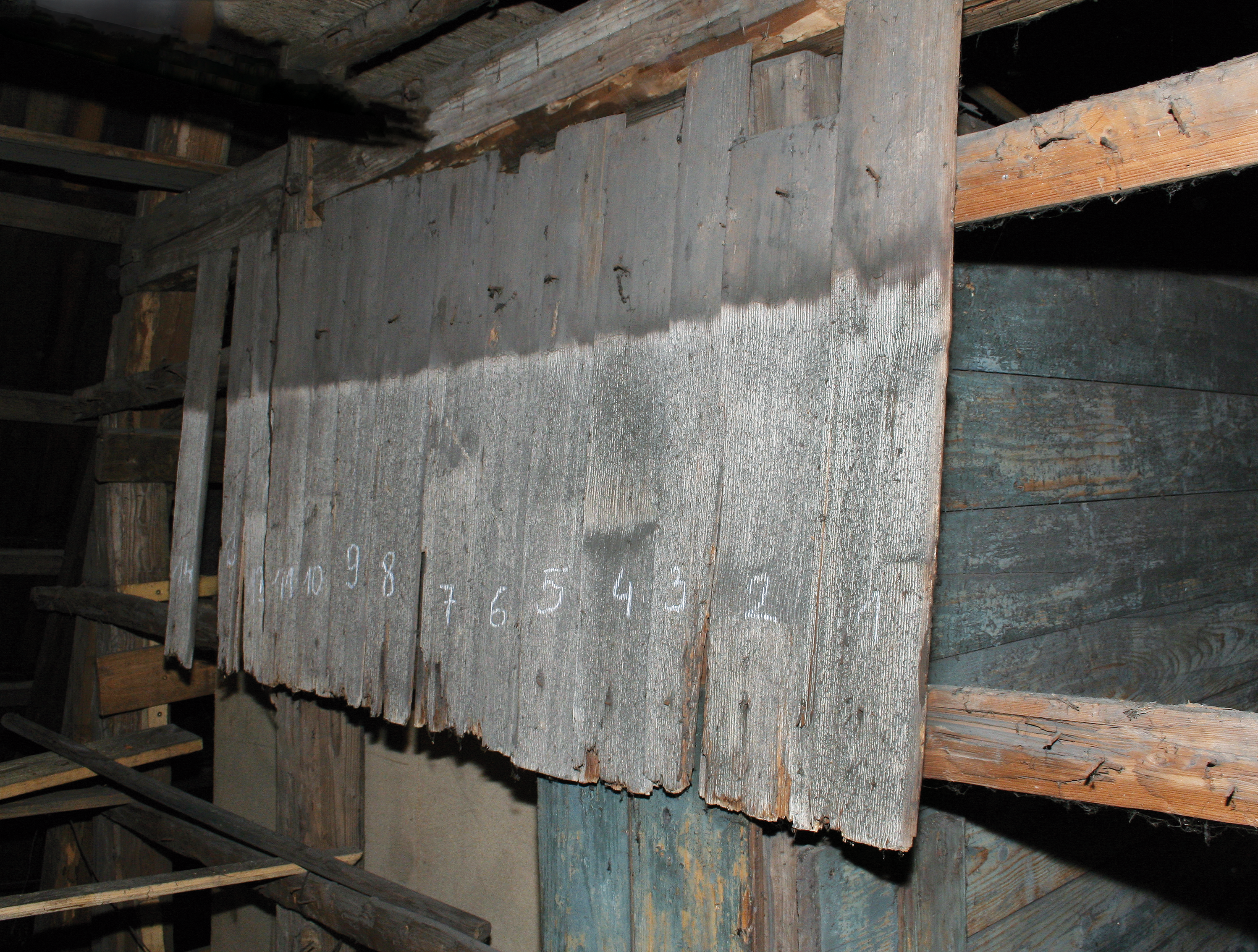
폴란드 상부 실레지아 와지스카의 모든 성인 교회에 있는 1467년산 목재 싱글(전나무 = Abies alba Mill.).
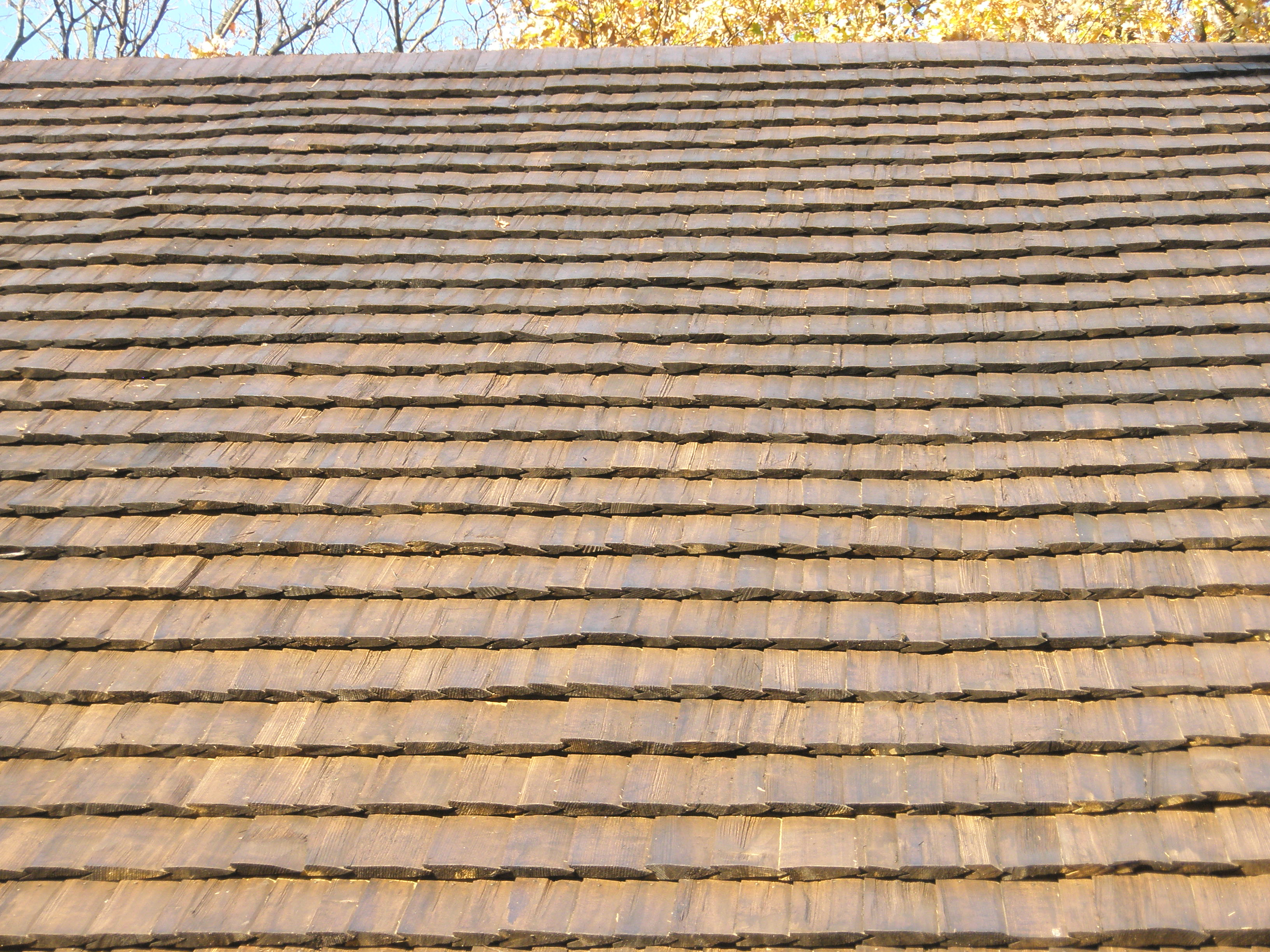
체코 구츠의 성체 성당. 싱글 지붕의 세부 모습
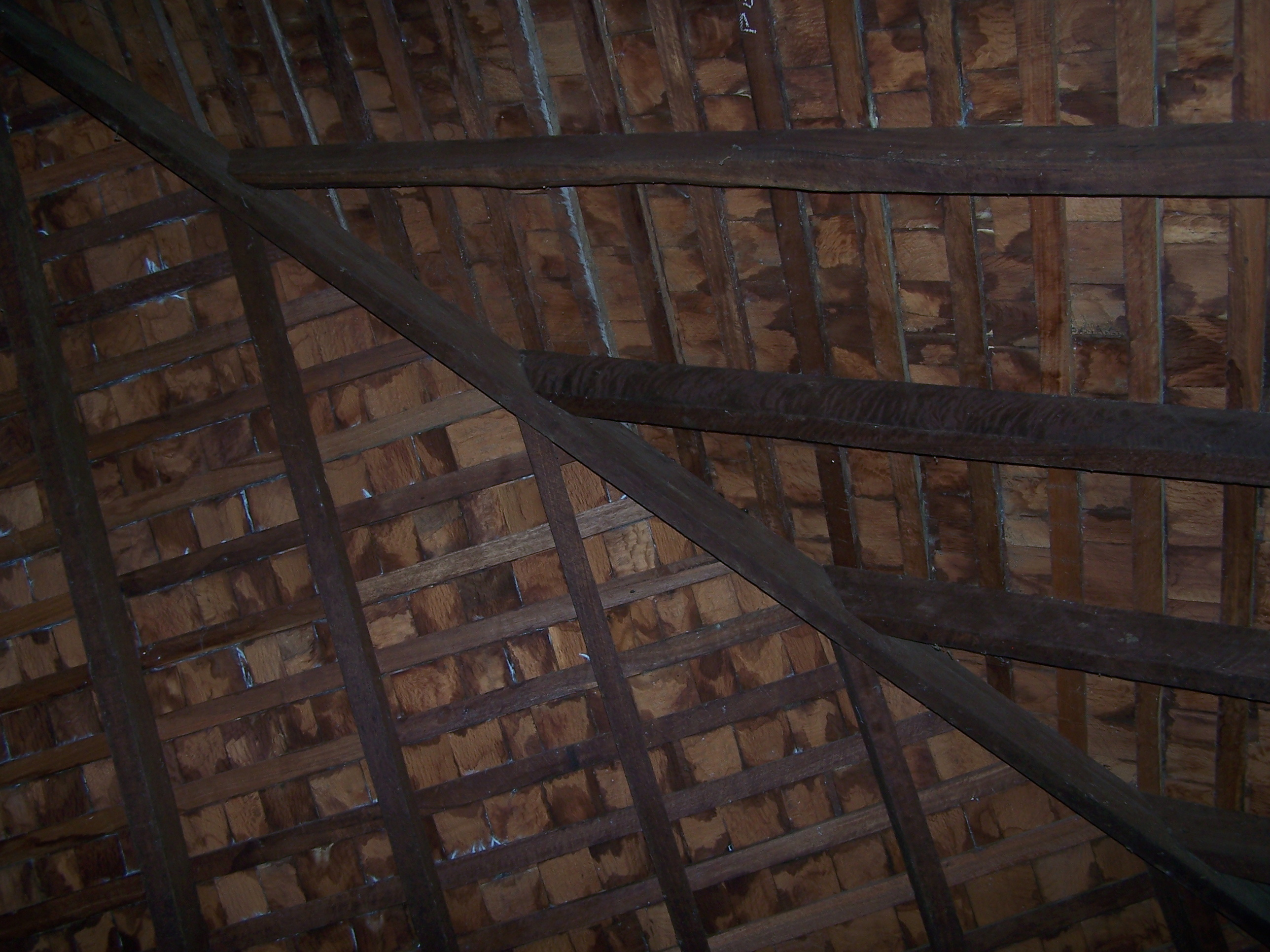
서호주 트랜비 하우스에 설치된 스트래핑(strapping) 위의 목재 싱글 지붕 밑면 모습
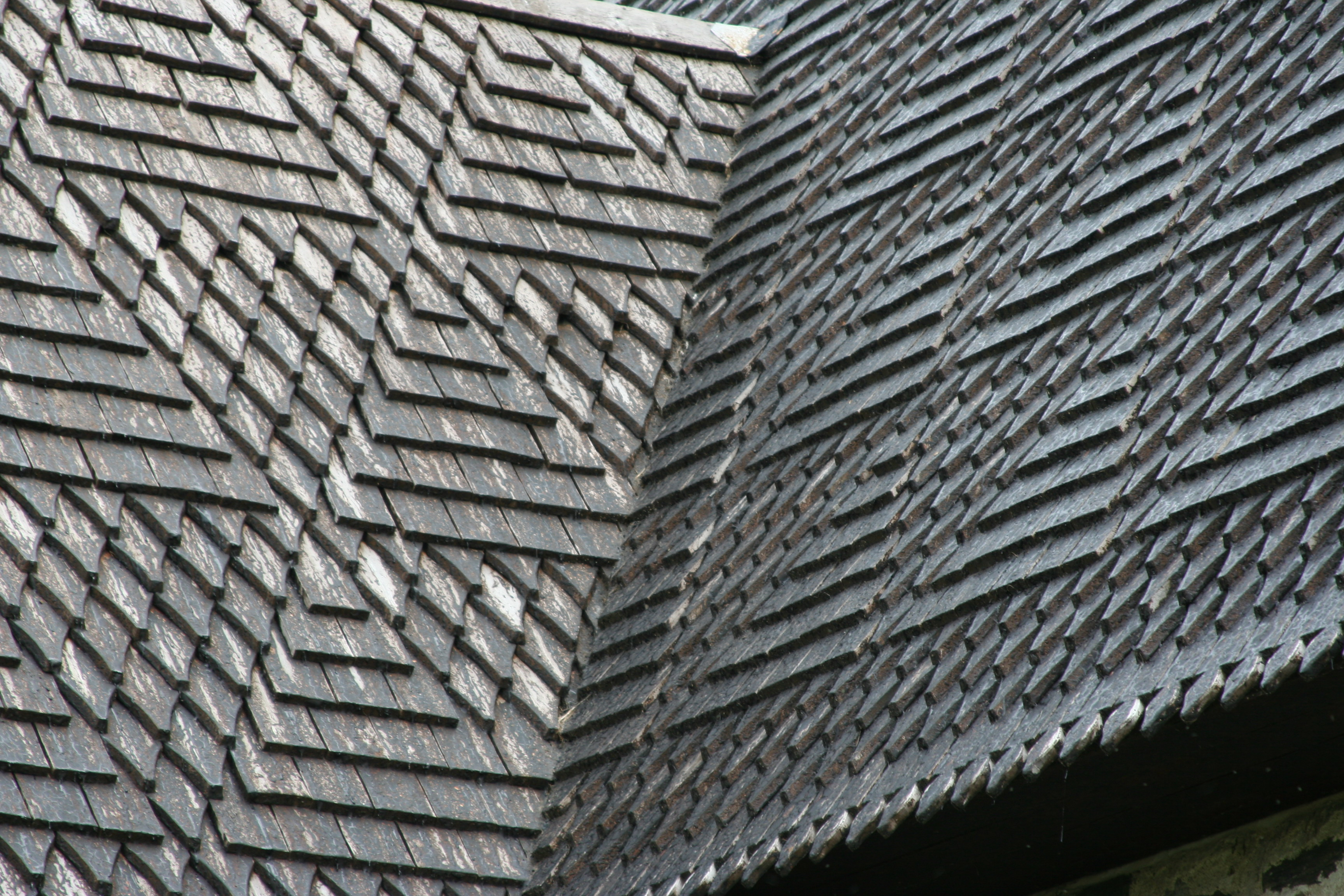
이 매우 장식적인 지붕은 "폐쇄형 계곡"(closed valley)으로, 두 지붕이 만나는 계곡은 완전히 싱글로 덮여 있으며 누수를 방지하기 위해 목재 아래에 금속 플래싱이 있다. 핀란드 사스타말라 튀르배 성 올라프 교회
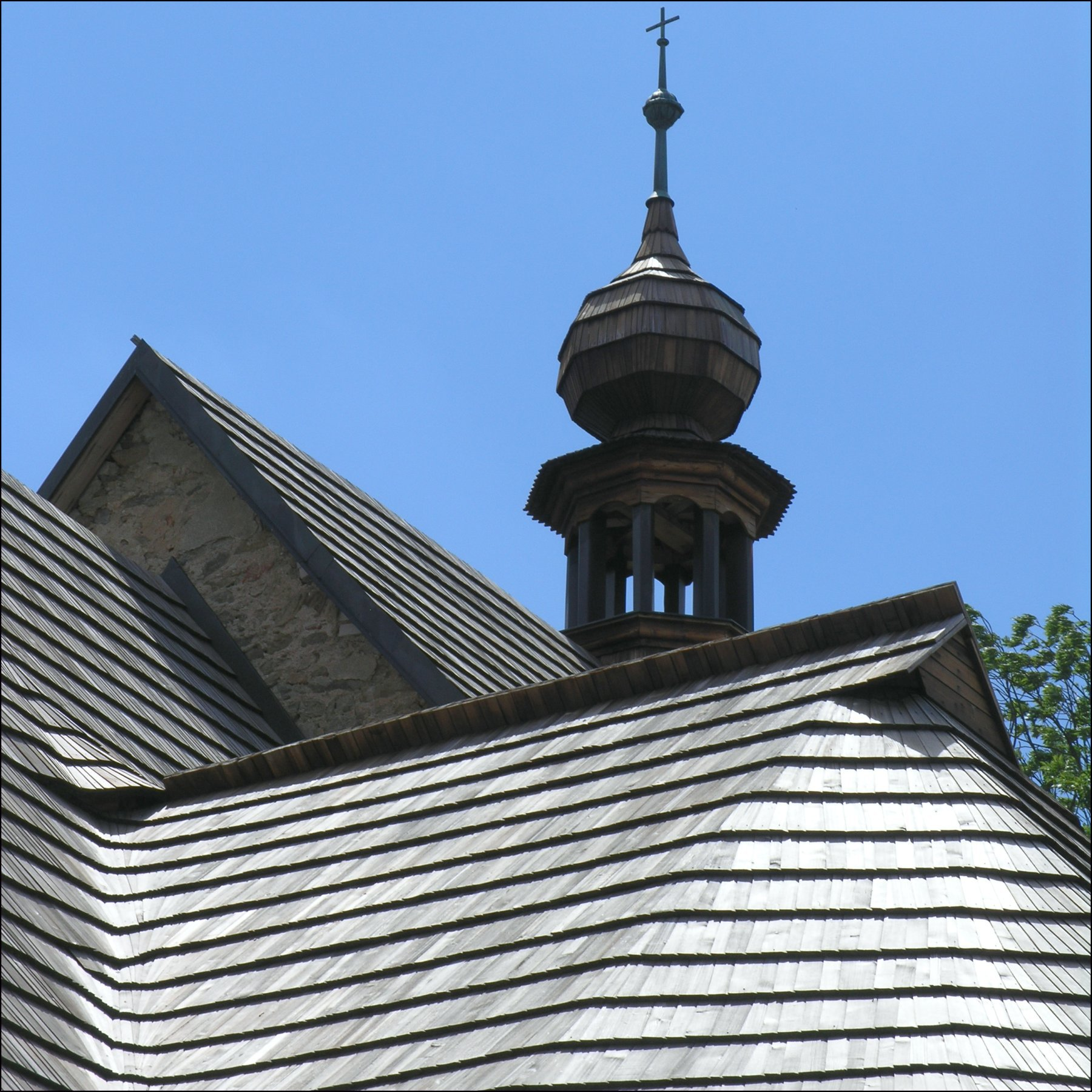
체코 돌니 므네스토의 성 마르틴 교회에 있는 스윕트 밸리(swept valley).
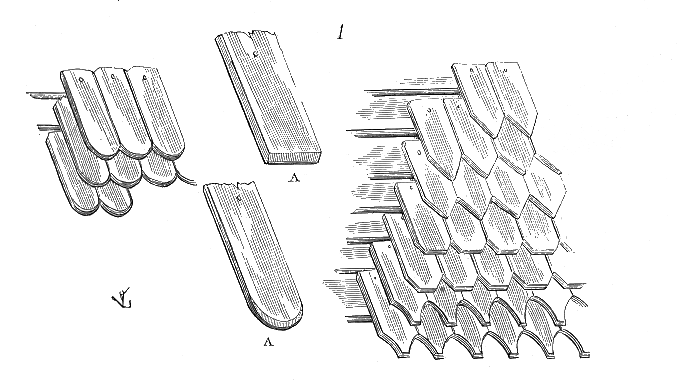
장식용 싱글은 크기가 더 균일하며 반복적인 패턴으로 설치된다. Viollet-Le-Duc의 1856년 저서 Dictionnaire raisonné de l'architecture française du XIe au XVIe siècle 삽화
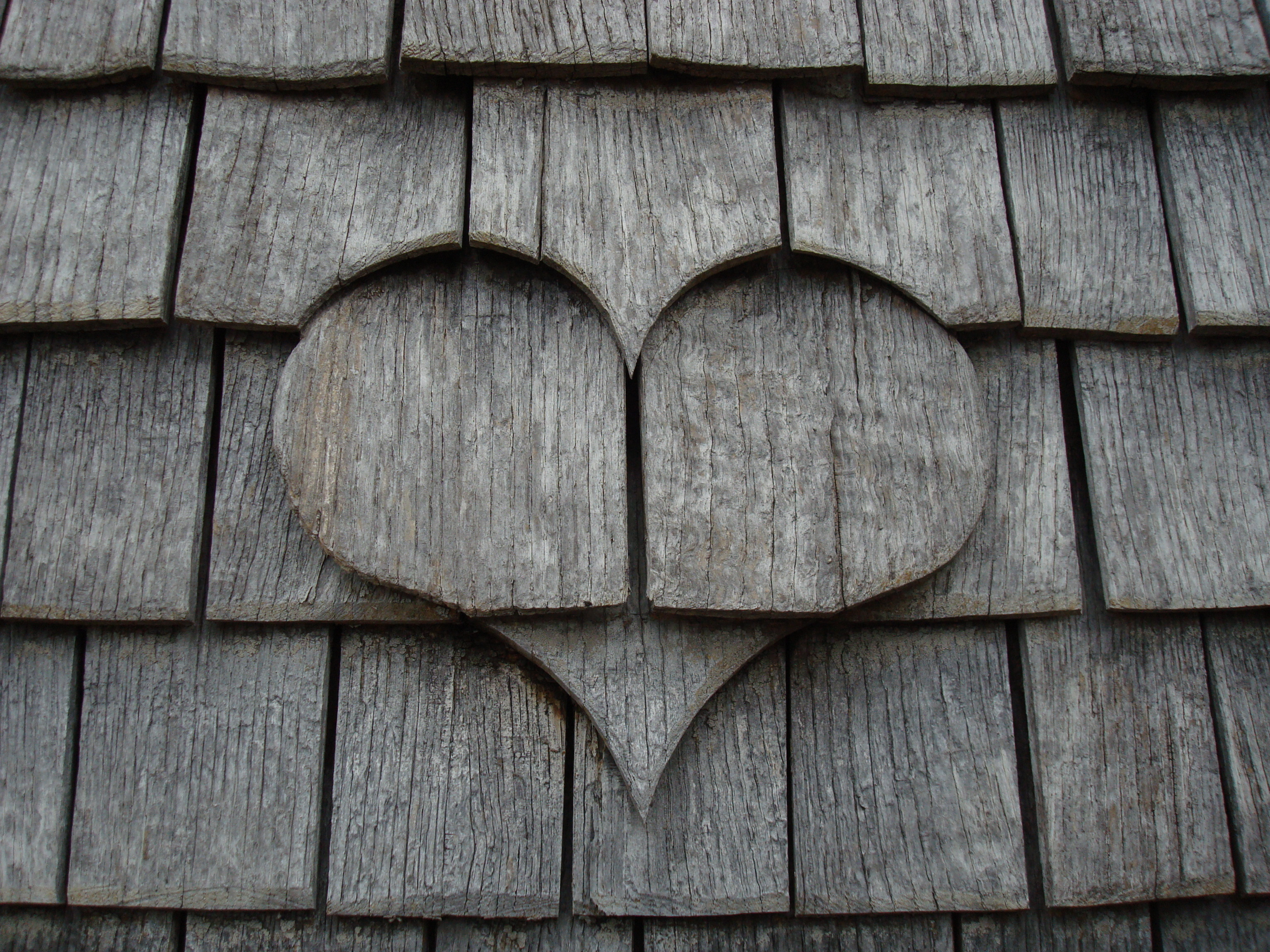
예술적인 패턴이 가능하다.
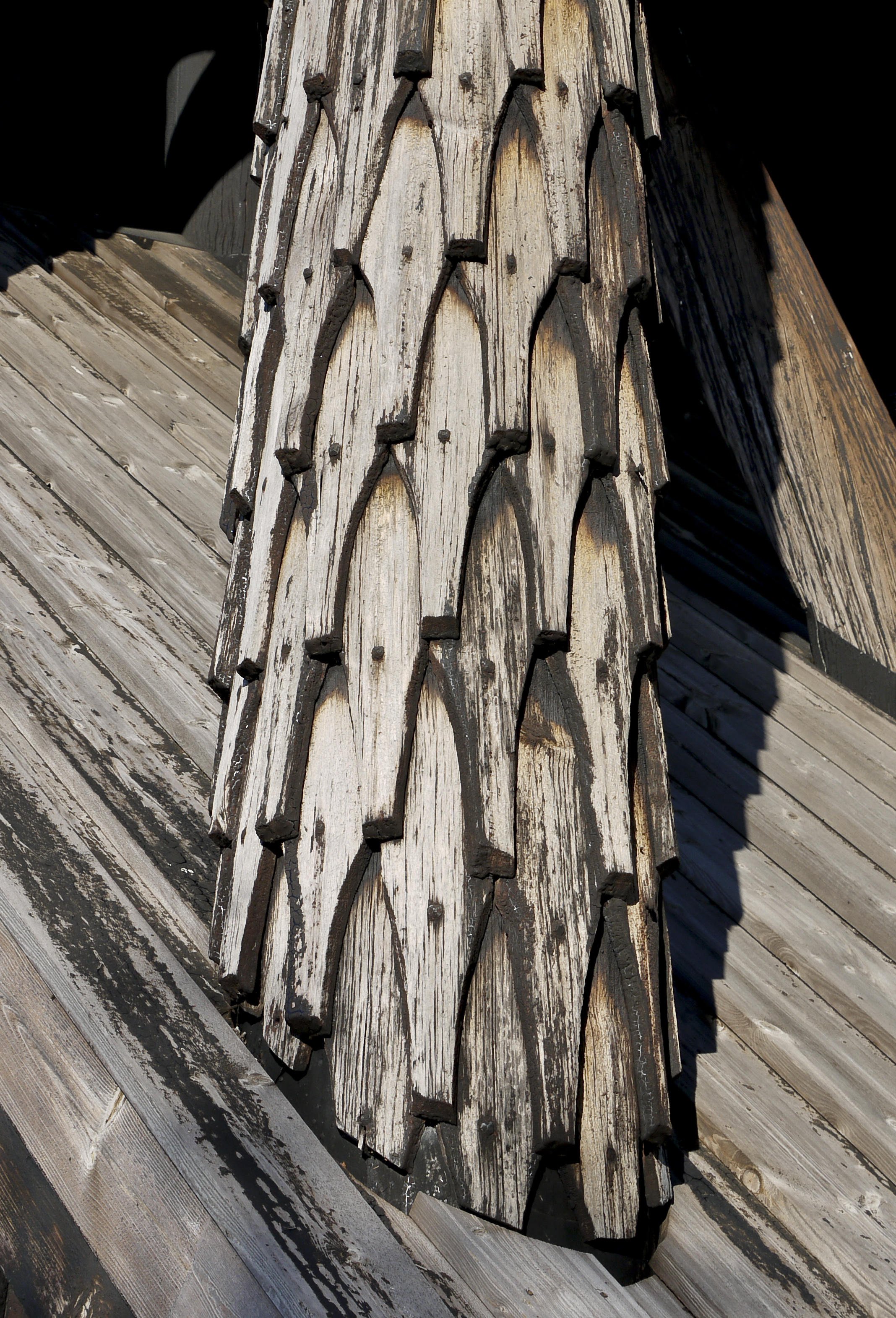
스웨덴 옘틀란드주 프뢰쇈의 프뢰쇠 교회 종탑에 못 박힌 싱글
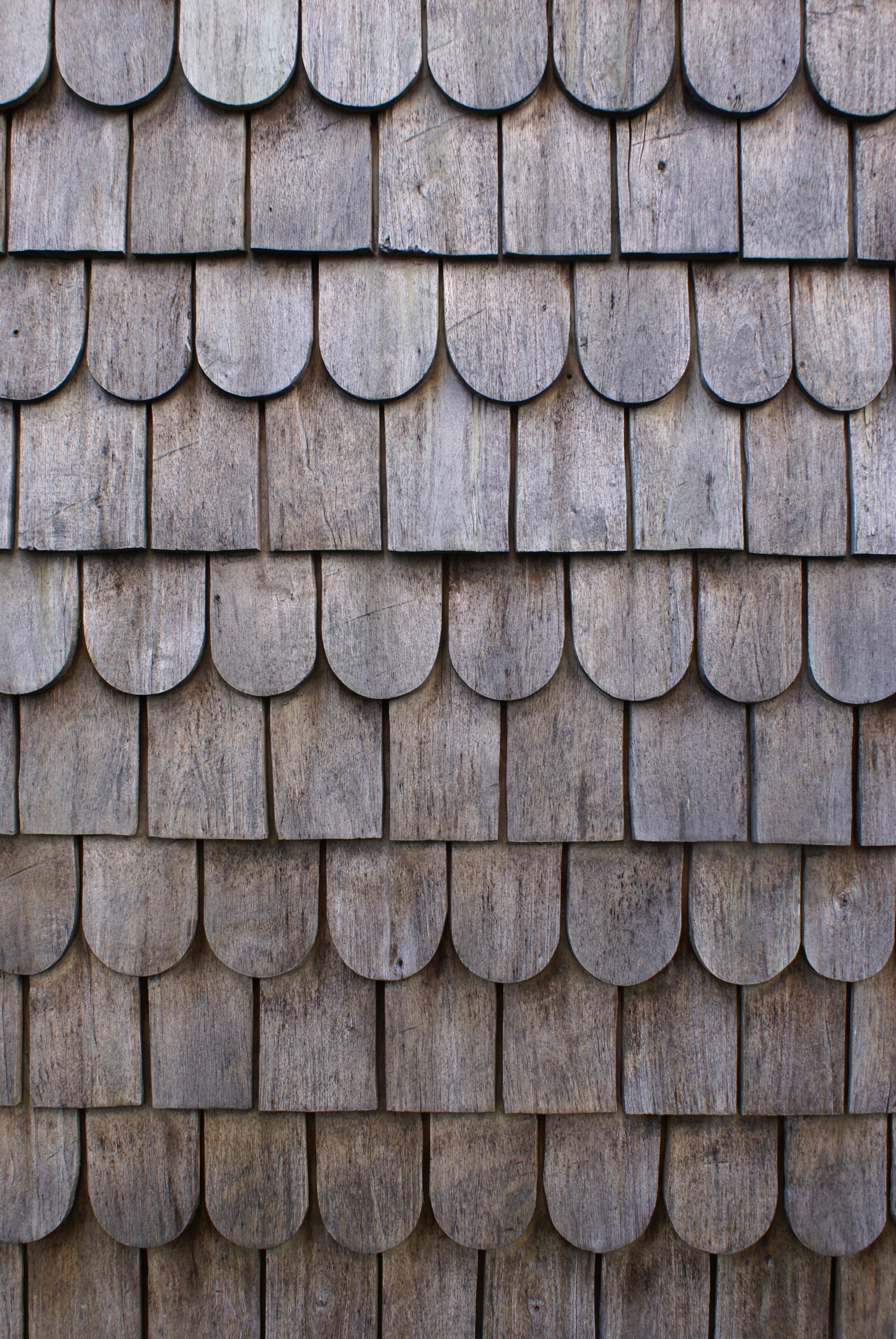
아카시아 헤테로필라 목재로 만든 싱글, 레위니옹 섬
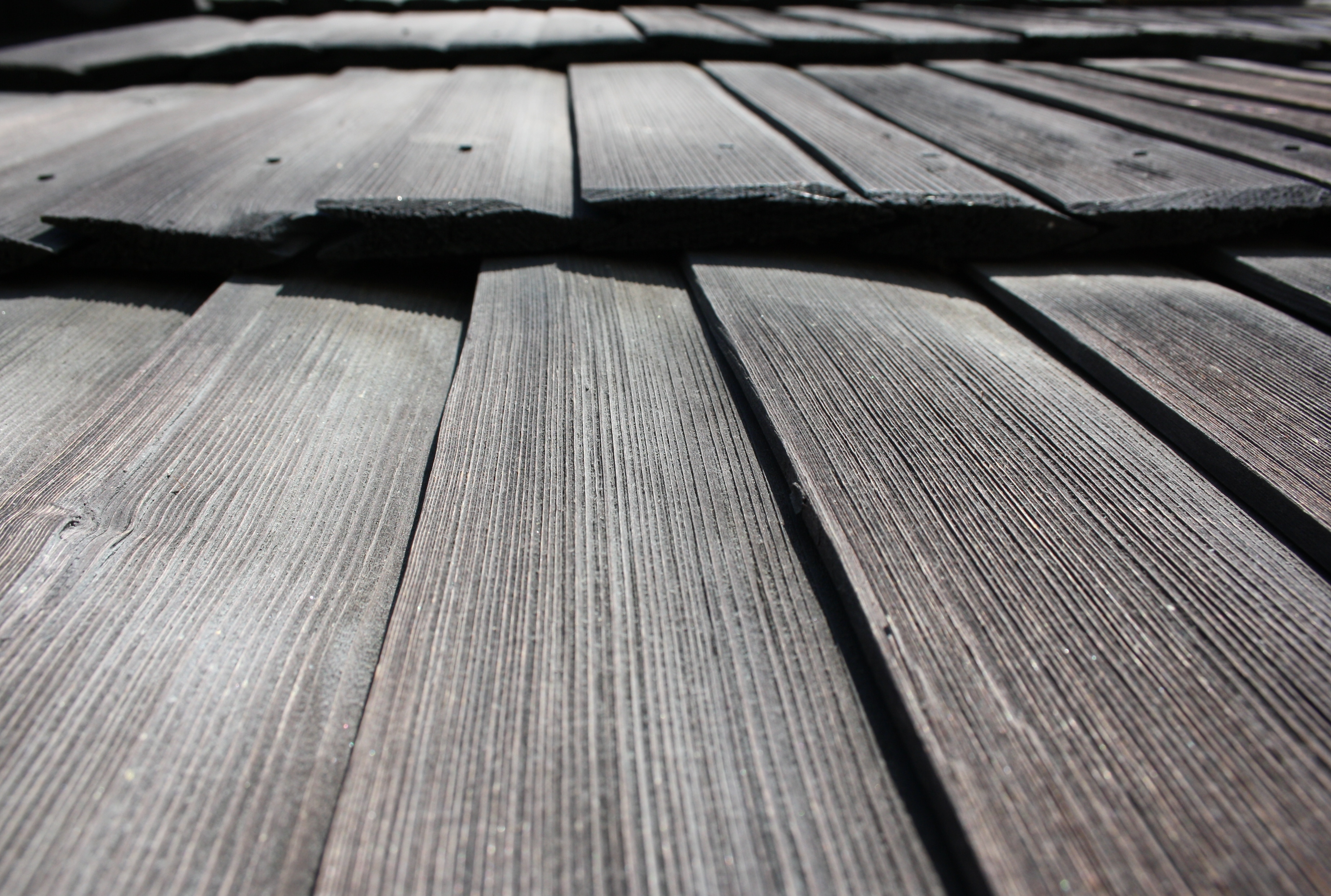
체코 모라비아-실레지아 주 프라이데크-미스텍 지구 비스트르지체의 십자가 현양 교회 싱글 근접 모습
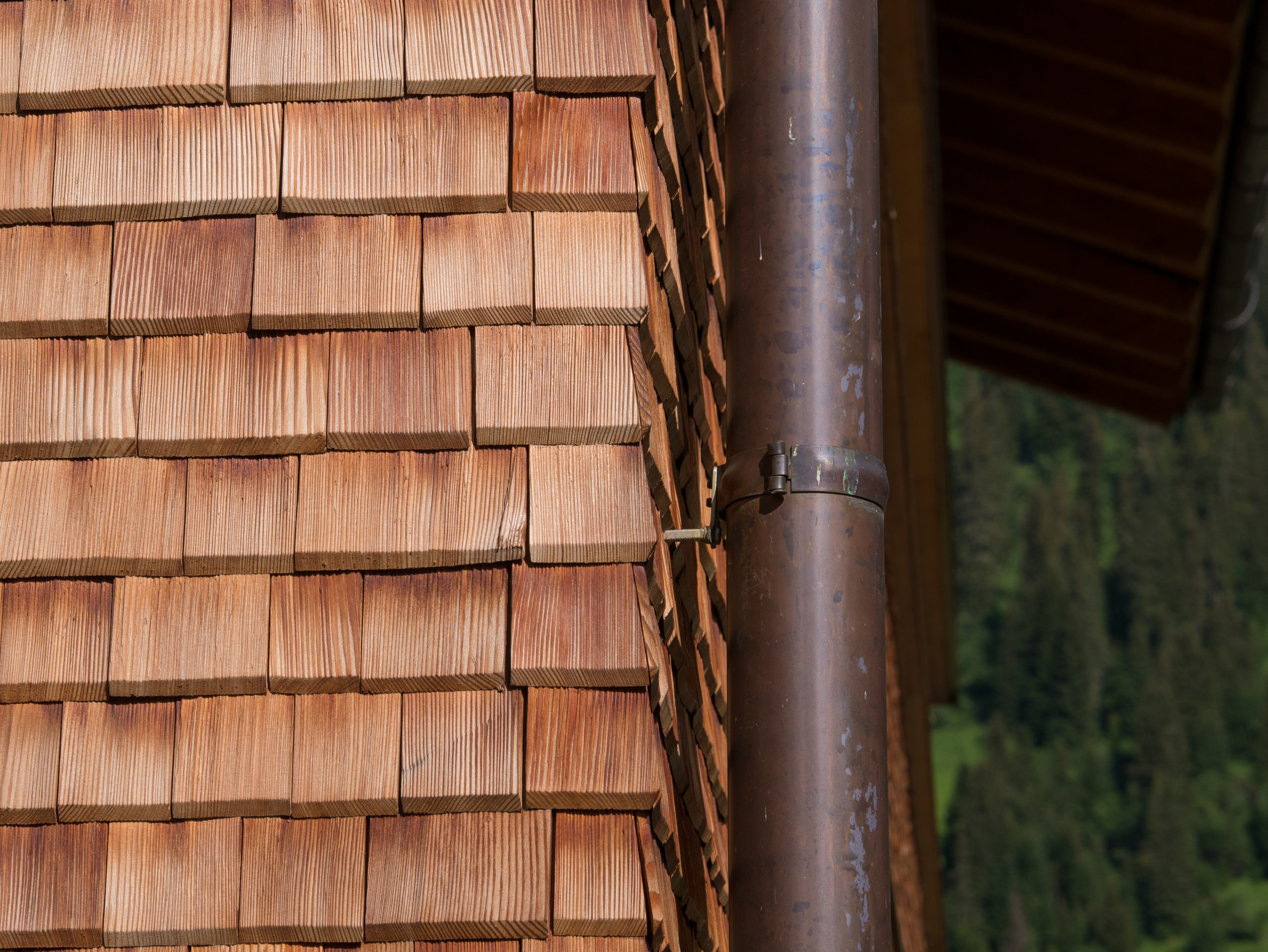
오스트리아 레흐의 목재 싱글 파사드 세부 모습
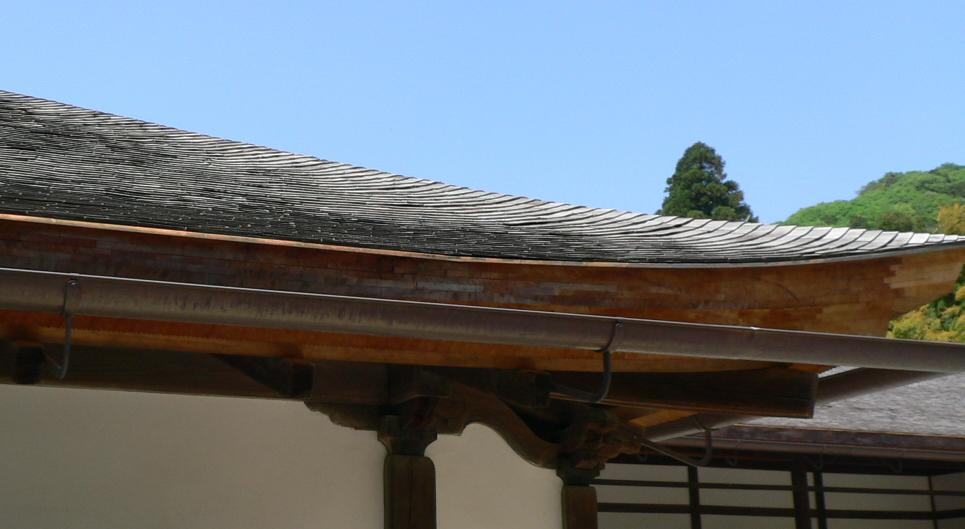
일본 지쇼지의 목재 싱글 지붕 일부.
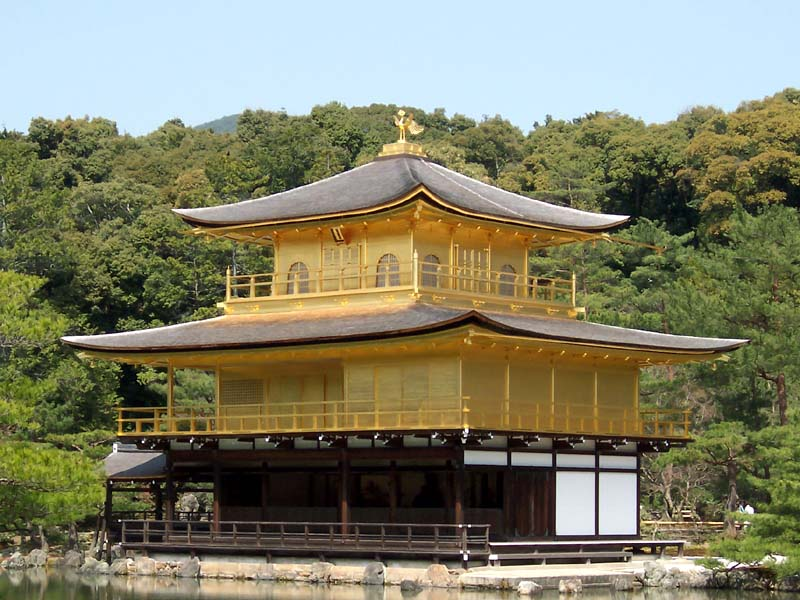
로쿠온지는 목재 싱글 지붕으로 덮여 있다, 일본 교토시.
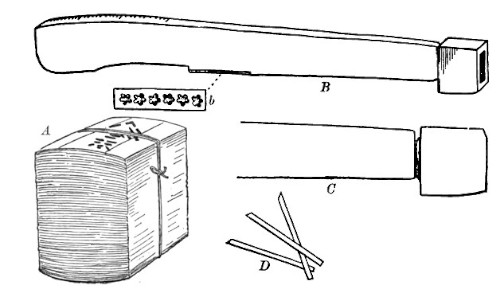
일본 목재 싱글, 대나무 못, 그리고 특수 망치. 싱글은 항상 쪼개서 만들고 매우 얇다.
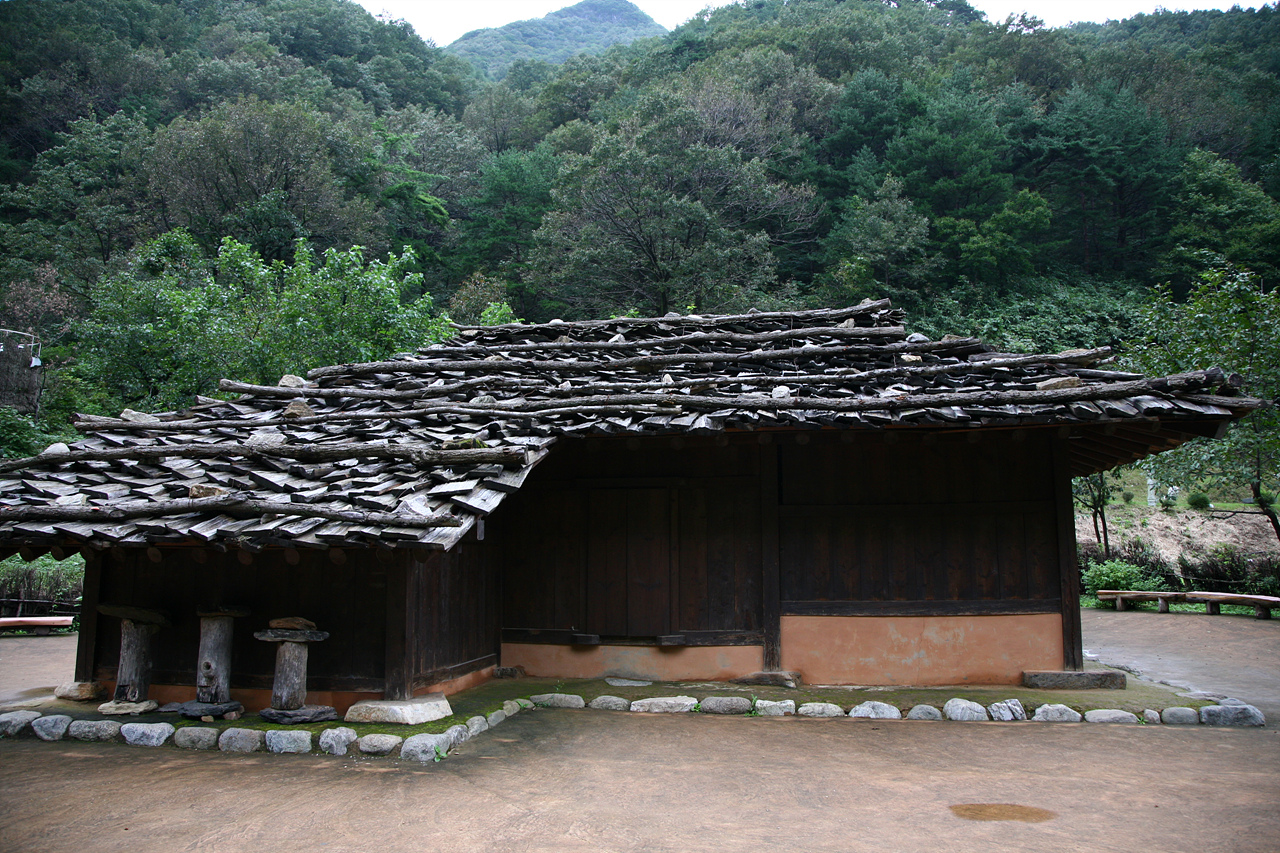
대한민국 강원특별자치도 삼척시의 한국 목재 싱글, 너와집
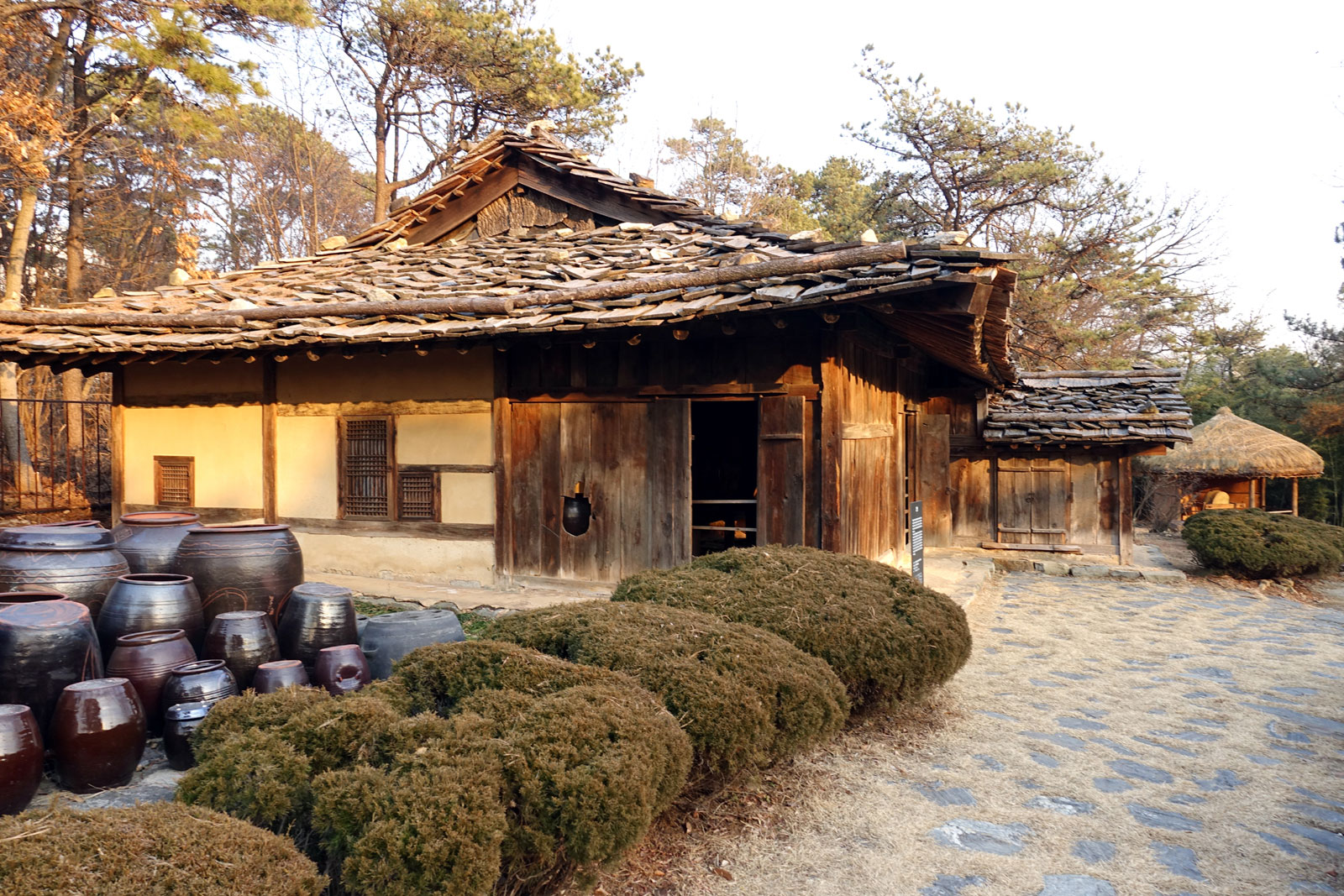
대한민국 경기도 아산시의 한국 목재 싱글, 너와집

## 같이 보기
- 레드 시더 볼트
- 지붕 싱글
- 싱글 양식 건축
- 통널 교회
- 외피 (건축)